# 36 праведних
Скривени праведници (хебр. צַדִיקִים נִסתָּרים, цадиким низтарим) или 36 праведних (хебр. ל"ו צַדִיקִים, ламед вав цадиким) се односи на 36 праведних људи, појам који је укрјењен у више мистичних димензија Јудаизма.
Тридесетишесторица су без имена; нико не зна ко су они, да ли су богати, сиромашни, одакле су, који занат имају, да ли су слуге, војници, обућари, трговци итд. - но без њихових несебичних дела свет би давно био уништен.
По јеврејској традицији, тридесетишесторица се веома ретко појављују, то само кад би Јевреји били у големој невољи; онда би један цадик, праведник, учинио чудновита дела и тако би спасио Јевреје, и одмах би поново нестао, пошто се његов идентитет не сме никад открити.